# تیرلچینگ
تیرلچینگ (به آلمانی: Tyrlaching) یک شهر در آلمان است که در بایرن واقع شده‌است.

## خصوصیات
تیرلچینگ ۲۰٫۵۴ کیلومترمربع مساحت دارد ۵۲۰ متر بالاتر از سطح دریا واقع شده‌است.